# Дьоманде, Ян
Ян Дьоманде́ (фр. Yan Diomande; родился 14 ноября 2006, Абиджан, Кот-д’Ивуар) — ивуарийский футболист, вингер немецкого клуба «РБ Лейпциг».

## Клубная карьера
Воспитанник американских команд «Юли Хорнетс» и «ДМЭ Академи», в январе 2025 года Дьоманде присоединился к испанскому «Леганесу». 29 марта 2025 года дебютировал за основную команду клуба, выйдя на замену в матче Ла Лиги против мадридского «Реала». 16 июля 2025 года перешёл в немецкий клуб «РБ Лейпциг».

## Карьера в сборной
Выступал за сборные Кот-д’Ивуара до 17 и до 23 лет.